# Wiktorija Michailowna Milwidskaja
Wiktorija Michailowna Milwidskaja (russisch Виктория Михайловна Мильвидская; * 20. April 1967 in Moskau, Sowjetunion) ist eine ehemalige russische Tennisspielerin.

## Karriere
Milwidskaja erreichte 1984 das Finale im Juniorinnendoppel der Wimbledon Championships.
In ihrer Karriere gewann sie einen Einzel- und 14 Doppeltitel auf Turnieren des ITF Women’s Circuits.
Bei der Sommer-Universiade 1987 gewann sie mit ihrer Partnerin Leila Meskhi die Goldmedaille im Doppel.

## Turniersiege

### Einzel
| Nr. | Datum      | Turnier | Kategorie   | Belag | Finalgegnerin | Ergebnis      |
| --- | ---------- | ------- | ----------- | ----- | ------------- | ------------- |
| 1.  | April 1987 | Bari    | ITF $10.000 | Sand  | Aida Haltian  | 1:6, 6:1, 7:5 |

### Doppel
| Nr. | Datum          | Turnier   | Kategorie   | Belag     | Partnerin           | Finalgegnerinnen                        | Ergebnis      |
| --- | -------------- | --------- | ----------- | --------- | ------------------- | --------------------------------------- | ------------- |
| 1.  | Januar 1986    | Chicago   | ITF $10.000 | Hartplatz | Natalja Jegorowa    | Elizabeth Evans Jennifer Prah           | 6:1, 6:1      |
| 2.  | September 1986 | Zagreb    | ITF $25.000 | Sand      | Natalja Jegorowa    | Renata Šašak Karmen Škulj               | 6:2, 6:3      |
| 3.  | September 1986 | Sofia     | ITF $25.000 | Sand      | Natalja Jegorowa    | Laura Golarsa Marianne van der Torre    | 6:0, 6:2      |
| 4.  | April 1987     | Bari      | ITF $10.000 | Sand      | Aida Halatian       | Karin Moos Sarah Sullivan               | 6:2, 2:6, 7:6 |
| 5.  | April 1987     | Verona    | ITF $10.000 | Sand      | Aida Halatian       | Hana Fukárková Iwona Kuczyńska          | 7:5, 6:3      |
| 6.  | Oktober 1987   | Bol       | ITF $10.000 | Sand      | Olena Brjuchowez    | Aida Halatian Jewgenija Manjukowa       | 6:4, 5:7, 6:4 |
| 7.  | November 1987  | Croyden   | ITF $10.000 | Teppich   | Paulette Moreno     | Jewgenija Manjukowa Natalija Medwedjewa | 6:4, 6:1      |
| 8.  | Juni 1988      | Modena    | ITF $25.000 | Sand      | Jewgenija Manjukowa | Yayuk Basuki Ei Iida                    | 6:3, 4:6, 6:0 |
| 9.  | Juni 1988      | Salerno   | ITF $10.000 | Sand      | Jewgenija Manjukowa | Anne Aallonen Yayuk Basuki              | 1:6, 7:5, 6:4 |
| 10. | Juni 1988      | Arezzo    | ITF $10.000 | Sand      | Jewgenija Manjukowa | Yayuk Basuki Titia Wilmink              | 0:6, 7:5, 6:1 |
| 11. | August 1988    | Rebecq    | ITF $10.000 | Sand      | Jewgenija Manjukowa | Ilana Berger Anat Varon                 | 6:2, 6:2      |
| 12. | September 1988 | Brüssel   | ITF $10.000 | Sand      | Jewgenija Manjukowa | Réka Szikszay Amy van Buuren            | 1:6, 7:5, 6:1 |
| 13. | April 1990     | Marsa     | ITF $10.000 | Sand      | Anna Mirza          | Eva Bes Silvia Ramón-Cortés             | 6:2, 7:6      |
| 14. | Juli 1991      | Ettenheim | ITF $25.000 | Sand      | Maja Zivec-Skulj    | Louise Stacey Angie Woolcock            | 6:4, 6:4      |